# Beipanjiang-Brücke (Hukun Expressway)
Die Beipanjiang-Brücke (Hukun Expressway) (chinesisch 沪昆高速北盘江大桥) führt die Autobahn Shanghai–Kunming (G 60) zwischen Guanling und Qinglong in der Provinz Guizhou, Volksrepublik China, in einer Höhe von 318 m über den tief eingeschnittenen Beipan Jiang. Sie gehört damit zu den höchsten Brücken der Welt.
Sie liegt im Bereich des Rückstaus einer 32 km flussabwärts stehenden Staumauer.
Die insgesamt 1065 m lange und 28 m breite Hängebrücke hat in jeder Fahrtrichtung zwei Fahrspuren, einen Pannenstreifen und einen schmalen Gehweg für das Wartungspersonal. Sie hat eine Spannweite von 636 m. Ihre beiden Stahlbeton-Pylone überragen die Fahrbahn um etwa 60 m. Der Fahrbahnträger zwischen den Pylonen besteht aus einer stählernen Fachwerkkonstruktion mit einer Bauhöhe von rund 6 m, die von einer ortothropen Platte abgedeckt ist. Außerhalb der Pylone schließen sich Plattenbalkenbrücken aus Beton an, die von Betonpfeilern gestützt werden. Deshalb haben die Tragseile außerhalb der Pylone keine Hänger.
Die erste Seilverbindung über das Tal wurde mit einem Schiff über den Stausee gezogen.